# Stora Smedstorp
Stora Smedstorp är en by i Holaveden, Ödeshögs kommun, Östergötland. Stora Smedstorp är en av de 19 byar som räknas till Stavabygden.
Byn omfattar 1/2 mantal med en areal på 82 hektar.
Stora Smedstorp gränsar i norr till Glasfall, i öster till Svinåsen, i söder till Gåsabol och Gyllinge och i väster till Öjan och Munkeryd.